# Barcelona Ladies Open
El torneig de Barcelona WTA, oficialment conegut com a Barcelona Ladies Open, fou una competició tennística professional que es disputà sobre terra batuda al BTO Vall d'Hebron de Barcelona, Espanya. Va pertànyer a la categoria International Tournaments del circuit WTA femení.
El torneig es va crear l'any 2003 amb el nom ITF Ciutat de Barcelona i l'edició inaugural es va disputar al Club Tennis La Salut amb un premi de 10.000 dòlars. El va guanyar l’aragonesa Marta Fraga, jugant contra la sèrbia Ana Ivanovic, que esdevindria la número 1 del rànquing mundial. Els anys següents van guanyar el torneig la catalana Laura Pous (2004), l’espanyola Lourdes Domínguez-Pino (2005) i la italiana Tathiana Garbin (2006).
L'any 2007 es va fer un salt de qualitat i va entrar al circuit professional femení dins la categoria Tier IV, celebrant-se al BTO Vall d'Hebron amb el nom Barcelona Kia. Aquell any la vencedora del torneig va ser la nord-americana Meghann Shaughnessy. El 2008 l'open es va desplaçar al club David Lloyd Club Turó, on va guanyar la russa Maria Kirilenko (2008), i el 2009 va canviar de nom per l'actual Barcelona Ladies Open. Les italianes Roberta Vinci i Francesca Schiavone van vèncer en les edicions de 2009 i 2010. El 2011 el torneig va tornar a la seu inicial.
L'any 2013 es va cancel·lar la seva organització i els seus drets van ser adquirits per un nou torneig celebrat a Nuremberg, Alemanya, la setmana posterior al Roland Garros.

## Palmarès

### Individual femení
| Any  | Campiona            | Finalista                   | Resultat      |
| ---- | ------------------- | --------------------------- | ------------- |
| 2012 | Sara Errani         | Dominika Cibulková          | 6−2, 6−2      |
| 2011 | Roberta Vinci (2)   | Lucie Hradecká              | 4−6, 6−2, 6−2 |
| 2010 | Francesca Schiavone | Roberta Vinci               | 6−1, 6−1      |
| 2009 | Roberta Vinci       | Maria Kirilenko             | 6−0, 6−4      |
| 2008 | Maria Kirilenko     | María José Martínez Sánchez | 6−0, 6−2      |
| 2007 | Meghann Shaughnessy | Edina Gallovits             | 6−3, 6−2      |

### Doble femení
| Any  | Campiones                                            | Finalistes                                           | Resultat             |
| ---- | ---------------------------------------------------- | ---------------------------------------------------- | -------------------- |
| 2012 | Sara Errani · Roberta Vinci                          | Flavia Pennetta · Francesca Schiavone                | 6−0, 6−2             |
| 2011 | Iveta Benešová · Barbora Záhlavová-Strýcová          | Natalie Grandin · Vladimíra Uhlířová                 | 5−7, 6−4, [11−9]     |
| 2010 | Sara Errani · Roberta Vinci                          | Timea Bacsinszky · Tathiana Garbin                   | 6−1, 3−6, [10−2]     |
| 2009 | Núria Llagostera Vives · María José Martínez Sánchez | Sorana Cirstea · Andreja Klepac                      | 3−6, 6−2, [10−8]     |
| 2008 | Lourdes Dominguez Lino · Arantxa Parra Santonja      | Núria Llagostera Vives · María José Martínez Sánchez | 4−6, 7−5, [10−4]     |
| 2007 | Núria Llagostera Vives · Arantxa Parra Santonja      | Lourdes Dominguez Lino · Flavia Pennetta             | 7−6(3), 2−6, [12−10] |